# Daddy Cool (Band)
Daddy Cool war eine australische Rockgruppe aus den 1970ern, die in Melbourne gegründet wurde. Sie war damals die erfolgreichste Band ihres Landes und gilt dort bis heute als Legende, der die australische Post eine Briefmarke widmete.
Gründungsmitglieder waren:
- Wayne Duncan (1944–2016), Gesang und Bass
- Ross Hannaford (1950–2016), Gitarre, Bass, Gesang
- Ross Wilson (* 1947), Gesang, Gitarre, Mundharmonika
- Gary Young (* 1947), Schlagzeug, Gesang

Daddy Cool brachte von 1971 bis 1973 drei Alben heraus, löste sich danach auf, kam aber 1974 wieder für ein Jahr zusammen, ebenso 1995 und 2005. Ihr größter Hit war Eagle Rock. Die Single konnte 1971 zehn Wochen lang die australischen Charts anführen und hält damit den Rekord für die meisten Nummer-eins-Wochen eines australischen Interpreten. 2006 wurde die Band in die ARIA Hall of Fame aufgenommen.

## Diskografie
- Daddy Who? Daddy Cool (1971)
- Sex, Dope, Rock 'n' Roll: Teenage Heaven (1972)
- Daddy Cool Live! The Last Drive-In Movie Show (1973)

## Auszeichnungen für Musikverkäufe
| Platin-Schallplatte - Neuseeland - 2021: für die Single Eagle Rock |

| Land/RegionAuszeichnungen für Musikverkäufe (Land/Region, Auszeichnungen, Verkäufe, Quellen) | Gold | Platin  | Verkäufe | Quellen          |
| -------------------------------------------------------------------------------------------- | ---- | ------- | -------- | ---------------- |
| Neuseeland (RMNZ)                                                                            | —    | Platin1 | 30.000   | radioscope.co.nz |
| Insgesamt                                                                                    | —    | Platin1 |          |                  |